# Andrzej Wierciński
Andrzej Wierciński (* 10. März 1961 in Białystok) ist ein polnischer Philosoph, römisch-katholischer Theologe und Poet. Er ist Professor für General Education und Philosophy of Education an der Universität Warschau, sowie außerplanmäßiger Professor für Religionsphilosophie an der Albert-Ludwigs-Universität Freiburg im Breisgau, weiterhin Gründer und Präsident des International Institute for Hermeneutics.

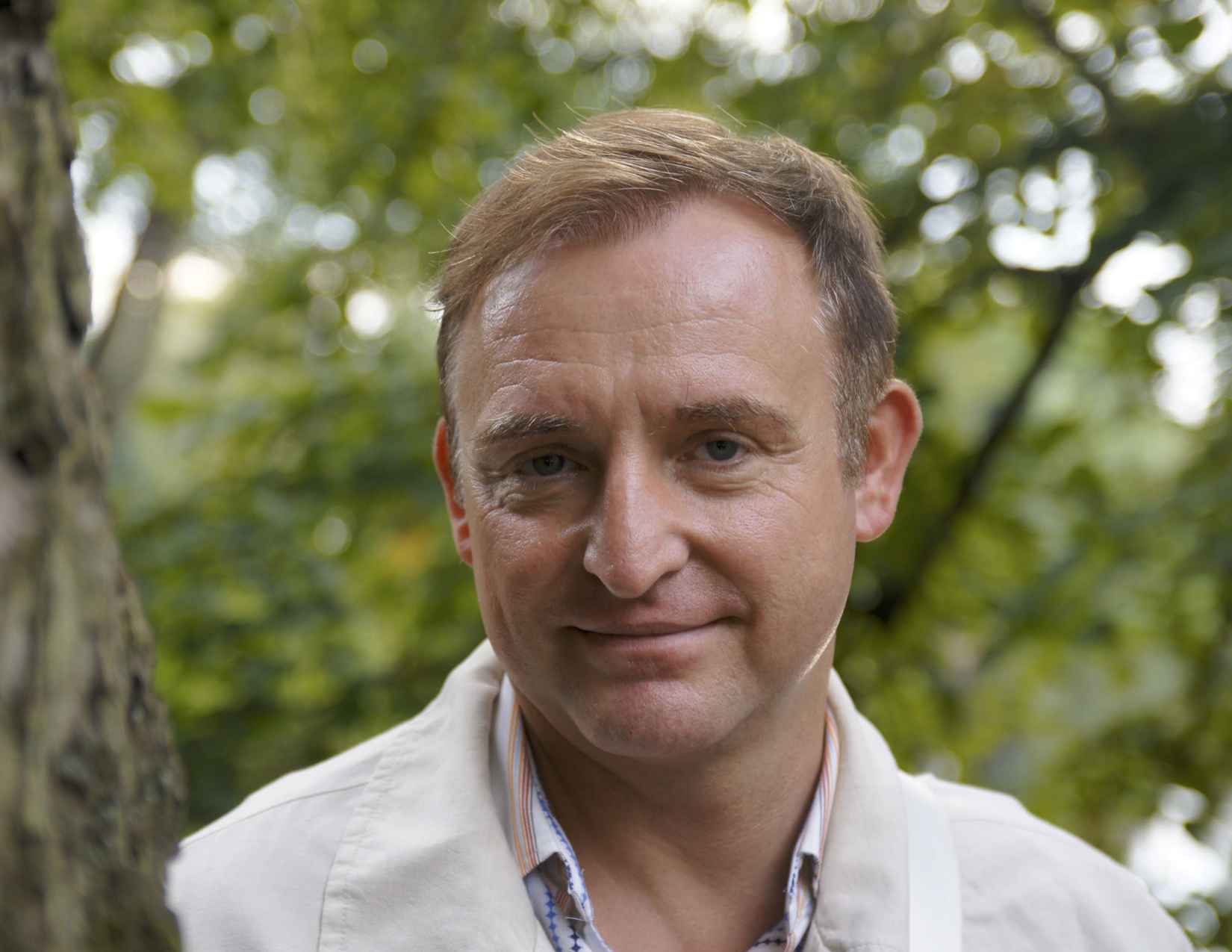
Andrzej Wierciński (2014)

## Leben
Andrzej Wierciński schloss 1984 sein Studium der Philosophie und der katholischen Theologie (M.A.) an der Katholischen Universität Lublin ab. 1985 wurde er zum Priester der Erzdiözese Lublin geweiht. 1990 erfolgte seine Promotion in Philosophie bei Stanisław Wielgus zum Thema: „Die scholastischen Vorbedingungen der Metaphysik Gustav Siewerths. Eine historisch-kritische Studie mit Bezug auf die Seinsvergessenheitstheorie von Martin Heidegger“, 1996 seine Promotion in katholischer Theologie bei Gerhard Ludwig Müller: „Der Dichter in seinem Dichtersein: Versuch einer philosophischen-theologischen Deutung des Dichterseins am Beispiel von Czesław Miłosz“. 2007 wurde er im Fach Religionsphilosophie mit dem Thema „Hermeneutics between Philosophy and Theology: The Imperative to Think the Incommensurable“ habilitiert. Von 2007 bis 2012 war Wierciński Privatdozent an der Albert-Ludwigs-Universität Freiburg im Breisgau, bevor er 2012 am Lehrstuhl für Religionsphilosophie zum außerplanmäßigen Professor ernannt wurde.

## Wirken
In Forschung und Lehre beschäftigt sich Wierciński vornehmlich mit philosophischer und theologischer Hermeneutik, mit den Ansätzen Hans-Georg Gadamers, Paul Ricœurs und der hermeneutischen Wiederaneignung der Metaphysik des Mittelalters bei Gustav Siewerth, mit dem Deutschen Idealismus, insbesondere Schelling, sowie mit der Hermeneutik der Bildung, Kommunikation, Medizin und Psychoanalyse.

## Akademische Karriere
- 2015 Professor of General Education and Philosophy of Education, Department of Education, University of Warsaw
- 2012 Visiting Professor, Barrett, the Honors College and The New College of Interdisciplinary Arts and Sciences, Arizona State University, USA.
- 2011–2012 Professor for Philosophy of Religion (Lehrstuhlvertretung für Markus Enders (Sabbatical leave)), Albert-Ludwigs-Universität in Freiburg i.Br.
- 2009 Research Professor in Hermeneutics, Instituto de Investigaciones Filologicas, Centro de Estudios Clasicos, Universidad Nacional Autónoma de México.
- 2007 Privatdozent/Professor for Philosophy of Religion at the Albert-Ludwigs-Universität in Freiburg i.Br.
- 2002–2007 Research Professor in Hermeneutics, University of Toronto, Canada.
- 2001 President-Founder of the International Institute for Hermeneutics.
- 2000–2002 Research Professor in Hermeneutics, St. Bonaventure University, St. Bonaventure, NY.
- 1999–2002 Visiting Scholar at the Department of Philosophy, University of Toronto.
- 1997–1999 Visiting Fellow at the Pontifical Institute of Mediaeval Studies, Toronto, and Visiting Scholar at the Department of Philosophy, University of Toronto.
- 1993–1997 Researcher at the Department of Philosophy, Ludwig-Maximilians-Universität in München and Philosophische Hochschule, München.
- 1992–1993 Research Fellow at the Department of Philosophy, University of California at Berkeley.
- 1992 Researcher at the Department of Philosophy, Ludwig-Maximilians-Universität in München and Philosophische Hochschule München.
- 1992 Visiting Scholar at the Department of Philosophy, Boston College, Boston.
- 1991 Researcher at the Department of Philosophy, Ludwig-Maximilians-Universität in München and Philosophische Hochschule München.
- 1991 Visiting Scholar at the Department of Philosophy, Boston College, Boston Spring 1991 – Research at the Department of Philosophy, Albert-Ludwigs-Universität in Freiburg.
- 1986–1990 Teaching Assistant, Lecturer and Fellow at Gustaw Siewerth Akademie in Bierbronnen.

## Ausgewählte Publikationen

### Monographien
- Hermeneutics between Philosophy and Theology: The Imperative to Think the Incommensurable (Münster: LIT Verlag, 2010).
- Philosophizing with Gustav Siewerth: A New German Edition with Facing Translation of “Das Sein als Gleichnis Gottes”/“Being as Likeness of God”, And A Study, “From Metaphor and Indication to Icon: The Centrality of the Notion of Verbum in Hans-Georg Gadamer, Bernard Lonergan, and Gustav Siewerth” (Konstanz: Verlag Gustav Siewerth Gesellschaft, 2005).
- Inspired Metaphysics? Gustav Siewerth’s Hermeneutic Reading of the Onto-Theological Tradition (Toronto: The Hermeneutic Press, 2003).
- Das Miteinander: Grundzüge einer Sorge um den Menschen in seinem Unterwegssein (Guernsey: Elan & Son, 1997).
- Der Dichter in seinem Dichtersein: Versuch einer philosophisch-theologischen Deutung des Dichterseins am Beispiel von Czesław Miłosz (Frankfurt a. M.: Peter Lang, 1997).
- Die scholastischen Vorbedingungen der Metaphysik Gustav Siewerths: Eine historisch-kritische Studie mit Bezug auf die Seinsvergessenheitstheorie von Martin Heidegger (Frankfurt a. M.: Peter Lang, 1991).
- Scholastyczne uwarunkowania metafizyki Gustawa Siewertha: Studium historyczno-krytyczne w aspekcie teorii “niepamięci bytu” Martina Heideggera (Wadhurst: Elan & Son, 1990).
- Über die Differenz im Sein: Metaphysische Überlegungen zu Gustav Siewerths Werk (Frankfurt a. M.: Peter Lang, 1989).

### Herausgeberschaften
- Heidegger and Hermeneutics, Studia Philosophiae Christianae 49 (2013) and 1 (2014).
- Maria Luisa Portocarrero, Luis Umbelino, and Andrzej Wierciński, ed., The Hermeneutic Rationality/La rationalité herméneutique (Münster: LIT Verlag, 2012).
- Gadamer’s Hermeneutics and the Art of Conversation (Münster: LIT Verlag, 2011).
- Sean McGrath and Andrzej Wierciński, ed., A Companion to Heidegger’s “Phenomenology of Religious Life” (Amsterdam: Rodopi, 2010).
- Edward Fiała, Dariusz Skórczewski, and Andrzej Wierciński, ed., Interpreting the Self: Hermeneutics, Psychoanalysis, and Literary Studies (Lublin: Katolicki Uniwersytet Lubelski, 2009).
- Between Description and Interpretation: The Hermeneutic Turn in Phenomenology (Toronto: The Hermeneutic Press, 2005).
- Between Friends: The Hans Urs von Balthasar and Gustav Siewerth Correspondence (1954-1963): A Bilingual Edition, ed. and trans. Andrzej Wierciński (Konstanz: Verlag Gustav Siewerth Gesellschaft, 2005).
- Jan Sochoń and Andrzej Wierciński, ed., Studia z Filozofii Boga, religii i człowieka, vol. 3: Filozofia wobec tajemnic wiecznych 3 (2005).
- Between Suspicion and Sympathy: Paul Ricoeur’s Unstable Equilibrium (Toronto: The Hermeneutic Press, 2003).
- Between the Human and the Divine: Philosophical and Theological Hermeneutics (Toronto: The Hermeneutic Press, 2002).
- Zwischen Natur und Kultur. Die Autobiographie eines Diplomaten und Malers: Hans Karl von Zwehl, ed. Andrzej Wierciński and Ella Dunkley, with an Introductory Essay by Andrzej Wierciński (Wadhurst: Elan & Son, 1992).
- International Studies in Hermeneutics and Phenomenology

## Interview mit Andrzej Wiercinski
- "We Must Interpret: The Hermeneutic Retrieval of the Philosophical Tradition: Andrzej Wiercinski in Conversation with Boyd Blundell"